# Zhang Guolin
Zhang Guolin (chiń. 张国林; ur. 14 marca 1985 r. w Zhuanghe, Liaoning) – chiński wioślarz, reprezentant chiński w wioślarskiej dwójce podwójnej wagi lekkiej na Letnich Igrzyskach Olimpijskich w Pekinie.

## Osiągnięcia
- Mistrzostwa Świata - Monachium 2007 - dwójka podwójna wagi lekkiej - 9. miejsce[2]
- Igrzyska Olimpijskie - Pekin 2008 - dwójka podwójna wagi lekkiej - 5. miejsce[1][2].